# Salon des Refusés

James McNeill Whistler: Mädchen in Weiß, 1862, National Gallery of Art, Washington, D.C.

Der Salon des Refusés, auch als Salon der Refüsierten oder als  Salon der Zurückgewiesenen bekannt, war 1863 eine Parallelausstellung zum offiziellen Salon de Paris. In dieser Ausstellung wurden diejenigen Gemälde und Plastiken gezeigt, welche von der Jury des Salon de Paris zurückgewiesen worden waren. Die kunstgeschichtlich bedeutsame Ausstellung ging auf eine Initiative von Napoleon III. zurück, nachdem die Jury aufgrund ihrer Auswahlmethoden in die Kritik geraten war. Eine Reihe von Kunsthistorikern stuft diese Ausstellung als Geburtsstunde der Moderne ein.

## Der Salon de Paris

### Bedeutung des Salons
Der Salon de Paris (auch Pariser Salon) war die bedeutendste französische Kunstausstellung, dessen Geschichte bis ins 17. Jahrhundert zurückreichte. Er war nicht nur ein international bekannter Treffpunkt von Sammlern und Händlern, bei dem alljährlich Millionenbeträge umgesetzt wurden, sondern auch ein wesentliches gesellschaftliches Ereignis und kulturelles Aushängeschild der jeweiligen französischen Regierung. Während des Ancien Régime war der Salon nur Mitgliedern der königlichen Kunstakademie vorbehalten, nach der Revolution stand der Salon auch anderen Künstlern offen. Lange Zeit war für einen Künstler die Zulassung zu der Ausstellung die Grundvoraussetzung, um allgemein anerkannt zu werden. Während der sogenannten Salon-Ära im 19. Jahrhundert entwickelte sich durch den Einfluss des Salon de Paris der Beruf des Kunstmalers in Frankreich zu einer attraktiven Profession mit einem staatlich geregelten Ausbildungsweg und überdurchschnittlichen Einkommenschancen. Französische Salonmaler waren diesseits und jenseits des Atlantiks in der Lage, für ihre Gemälde Spitzenpreise zu erzielen.
Beginnend mit dem Jahr 1804 wurden einzelne Ausstellungsteilnehmer ausgezeichnet und eine Jury entschied von da an regelmäßig über die Zulassung, Ablehnung und Prämierung der zum Salon eingereichten Werke. Die Jury, die bestimmte, welche Bilder dort ausgestellt wurden, war tendenziell mehr dem traditionellen Geschmack der Kunstakademien verpflichtet, wie er beispielsweise an der École des Beaux-Arts gelehrt wurde. In der zweiten Hälfte des 19. Jahrhunderts war die Jury jedoch zunehmend in die Kritik geraten. Innerhalb der Jury spielten sich zahllose Intrigen ab, um die Aufnahme bestimmter Künstler sicherzustellen, denn im Pariser Salon ausgestellt zu werden, in der Presse gute Besprechungen zu erhalten und gegebenenfalls sogar mit einer Auszeichnung bedacht zu werden, war für einen Maler ein sicherer Weg, Werke zu verkaufen oder Aufträge zu erhalten. Abgelehnte Bilder waren dagegen selten verkäuflich. Von dem Maler Jongkind ist überliefert, dass er den Kaufpreis für ein von der Jury nicht angenommenes Gemälde wieder zurückzahlen musste. Eine Zeit lang wurde auf die Keilrahmen der für die Ausstellung eingereichten und abgewiesenen Bilder sogar ein „R“ für „Refusé“ gestempelt.

### Entwicklung des Salons im zweiten Kaiserreich bis zum Jahre 1863

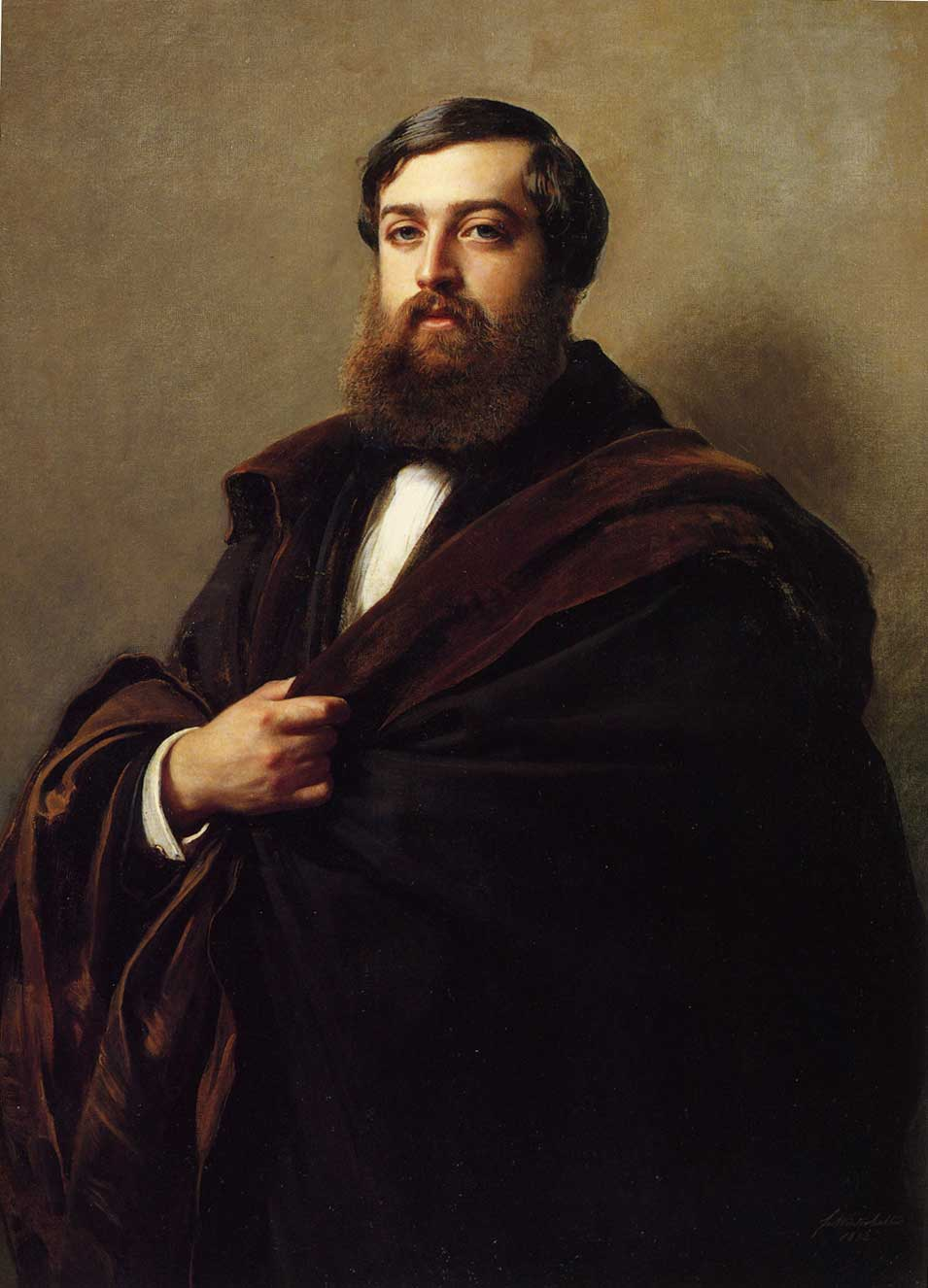
Franz Xaver Winterhalter: Comte de Nieuwerkerke, Direktor der staatlichen Museen ab 1852

Der Salon de Paris war seit jeher das kulturelle Aushängeschild des jeweiligen Regimes. Höhepunkt dieser Entwicklung war, dass auf der Pariser Weltausstellung des Jahres 1855 dem Industriepalast mit seiner Palette an industriellen Errungenschaften gleichwertig ein Palast der Schönen Künste an die Seite gestellt wurde.
Nach der Februarrevolution 1848 wurden die Zulassungsbestimmungen weitgehend gelockert mit der Folge, dass sowohl Kunstkritiker und Publikum über die Schwächen einer Reihe der ausgestellten Werke spotteten. Auch 1850 hatte die Jury nicht sehr streng ausgewählt. Während des Zweiten Kaiserreichs (1852 bis 1870) war es explizites Ziel der für den Salon verantwortlichen Personen, wieder die traditionelle Prestigefunktion des Salons zu betonen.

„Die Teilnahme am Salon wird in Zukunft für unsere Künstler wieder eine Ehre sein, die sich nur auf die würdigsten unter ihnen beschränken soll. Die Notwendigkeit, einen Salon höchst bemerkenswerter Werke zusammenzustellen, erfordert von den Juroren eine entsprechend unbeugsame Strenge,“

erklärte der neue Direktor der staatlichen Museen, Alfred Émilien de Nieuwerkerke auf der konstituierenden Sitzung der neuen Salon-Jury am 4. März 1852. Von der Künstlerschaft war nur noch die Hälfte der Juroren ausgewählt worden. Wahlberechtigt waren nur die Künstler, die bereits einmal zur Ausstellung im Salon de Paris zugelassen worden waren, dabei wurde die Teilnahme am Salon von 1848 ausdrücklich nicht anerkannt. Gleichzeitig kehrte man von der Politik ab, dass ein Künstler eine beliebige Zahl an Werken der Jury vorstellen durfte und begrenzte die Zahl der Exponate auf drei pro Künstler. Die Folge dieser restriktiven Politik war, dass die Zahl der ausstellenden Künstler und der ausgestellten Werke deutlich zurückging. 1850 hatten 1614 Künstler insgesamt 3929 Arbeiten gezeigt. 1852 waren es nur noch 1040 Künstler mit 1757 Werken. 1855, in dem Jahr der Pariser Weltausstellung, wurde sogar die Wahl der Juroren vollständig ausgesetzt. Alle Jurormitglieder wurden per kaiserliches Dekret persönlich berufen. Ab 1856 mussten die Juroren sämtlich Akademiemitglieder sein.
Künstler wie Monet, Manet, Renoir, Bazille oder Sisley hatten mit ihrer abweichenden Kunstauffassung wenig Chancen, im offiziellen Pariser Salon ausgestellt zu werden. Selbst Gemälde von Courbet, der zu diesem Zeitpunkt bereits zu den anerkannten Künstlern zählte, lehnte die Jury regelmäßig ab.

## Die Hintergründe des ersten Salon des Refusés

### Die Jury-Entscheidungen im Frühjahr 1863
Es gehörte zu den typischen Begleiterscheinungen eines Pariser Salons, dass Künstler, deren Werke abgelehnt wurden, gegen diese Entscheidung protestierten. Ablehnungsquoten von mehr als 40 Prozent waren in den 1850er Jahren typisch, 1853 waren beispielsweise nur 57,6 Prozent der eingereichten Arbeiten zugelassen worden. 1863 gab es zusätzlich Proteste, weil die Zahl der Gemälde, die ein einzelner Künstler der Jury für den diesjährigen Pariser Salon vorstellen durfte, auf drei Werke beschränkt worden war.
Die Beratung der Jury, welche Gemälde in die Ausstellung des Pariser Salons aufgenommen werden sollten, begann am 2. April 1863. Schon am 5. April verbreitete sich in den Pariser Künstlerkreisen das Gerücht, die Jury sei diesmal besonders wählerisch. Am 12. April wurden die Entscheidungen der Jury bekanntgegeben: Zwischen 2000 und 3000 Künstler hatten insgesamt fast 6000 Werke eingereicht. 1727 Künstler mit insgesamt 2919 Werken waren für die Ausstellung akzeptiert worden. Unter den abgelehnten Künstlern waren überproportional viele junge Maler, die sich das erste Mal beworben hatten. Letztlich waren nur 20 der abgelehnten Künstler 1863 bereits bekannt. Unter diesen waren Edouard Manet, James McNeill Whistler, Henri Fantin-Latour, Antoine Chintreuil, die Brüder Desbrosses, Armand Gautier, Henri Harpignies, Camille Pissarro, Johan Barthold Jongkind, Alphonse Legros, Constant Dutilleux und Paul Cézanne, die alle zu den Vertretern der damaligen Avantgarde zählten. Auf ihre Ablehnung gründet sich der Ruf der Salonjury, avantgardistischen Strömungen nicht aufgeschlossen gegenüberzustehen. Bei einigen Künstlern handelte es sich jedoch nur um Teilablehnungen. Von Legros und Fantin-Latour war je ein Bild abgelehnt und ein Bild akzeptiert worden, von Armand Gautier waren sogar zwei Bilder akzeptiert, zwei weitere aber abgelehnt worden. Zudem hatte die Salonjury des Jahres 1863 auch eine Reihe bekannter und dem Akademiegeschmack eher entsprechender Maler abgelehnt wie Emil-Normand Saint-Marcel, Nicolas-Francois Chifflart, Antoine Vallon, Jean-Paul Laurens, Philippe Pavrot, Étienne Prosper Berne-Bellecour und Jean-Charles Cazin.
Der Galerist Louis Martine hatte sich bereits in den Vorjahren durch die Ausstellung von Werken verdient gemacht, die von der traditionellen Kunstauffassung abwichen. Martine teilte der Pariser Presse am 15. April mit, er sei willens, die abgelehnten Bilder in seinen Verkaufsräumen zu zeigen. Allerdings hätten seine Räume nicht ausgereicht, die mehr als 3.000 Gemälde und Plastiken aufzunehmen.

### Die Entscheidung Napoleons III.

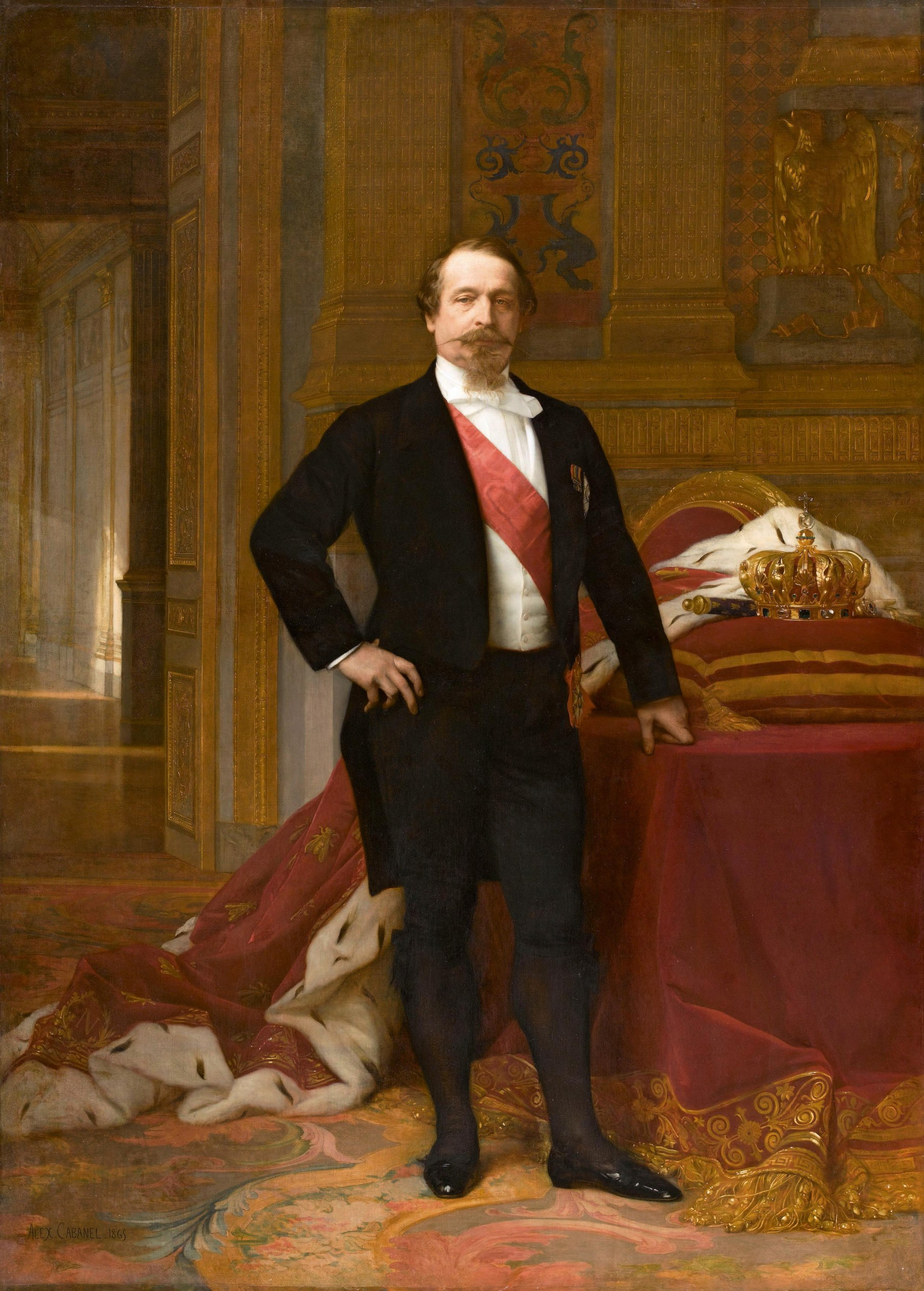
Porträt Napoleons III. von Alexandre Cabanel, um 1865

Die überbordende Kritik, in die die Jury des Pariser Salons aufgrund ihrer rigiden Auswahl geraten war, wurde auch vom französischen Kaiser zur Kenntnis genommen. Napoleon III. ließ sich am 22. April einen Teil der zurückgewiesenen Gemälde zeigen. Graf Nieuwerkerke, der zugleich Generaldirektor der Museen, Superintendent der Schönen Künste und Präsident der Jury war, erhielt daraufhin die Weisung, alle abgelehnten Gemälde in einem separaten Teil der Ausstellung zu zeigen. Bereits am 24. April 1863 wurde der kaiserliche Plan im Moniteur veröffentlicht. Ausstellungsort sollte das Palais de l’Industrie werden, das auch den Pariser Salon beherbergte. Das Palais de l’Industrie war für die Weltausstellung 1855 errichtet worden und war so großzügig angelegt, dass es tatsächlich in der Lage war, beide Ausstellungen zu beherbergen. Lediglich ein Drehkreuz trennte die beiden Ausstellungen.
Die Entscheidung des französischen Kaisers wurde zum damaligen Zeitpunkt in der Presse überwiegend als weise, großzügig und liberal gewertet. Der Schritt stand in engem Zusammenhang mit dem allgemeinen Liberalisierungstrend der kaiserlichen Innenpolitik. Er stellte vor dem Hintergrund einer wachsenden politischen Unruhe sowohl die protestierende Malerschaft ruhig, ohne dass Napoleon III. größere politische Opfer bringen musste, und gab der Öffentlichkeit die Gelegenheit, sich selbst ein Urteil über die abgelehnten Bilder zu machen. Napoleon III. empfand einen großen Teil der abgelehnten Bilder wie beispielsweise Manets Frühstück im Grünen als hässlich oder als unanständig. Da ein Teil der Bilder weit vom gängigen Kunstgeschmack abwich, war davon auszugehen, dass das Publikum wenig Gefallen an den abgelehnten Bildern finden würde. Die Entscheidung, nun alle Bilder im Salon des Refusés auszustellen, könnte daher auch mit der Absicht gefallen sein, das Ansehen und die Autorität der Jury des Pariser Salons wiederherzustellen.
Manets Biograph kommt zu einer etwas anderen Einschätzung. Er sieht darin einen einzelnen Zug in einem variantenreichen und ununterbrochenen Spiel von Intrigen zwischen dem Hof und der Opposition, an denen vor allem Alfred Émilien de Nieuwerkerke beteiligt war. Die École des Beaux-Arts war bis 1863 eine Institution der Stadt Paris und gebärdete sich nach Meinung Napoleon III. zu unabhängig. Der Protest der abgewiesenen Maler sei für ihn willkommene Gelegenheit gewesen, aus dieser Institution eine Staatsschule zu machen. Tatsächlich gelang es Comte de Nieuwerkerke, die Akademie weitgehend zu entmachten, indem die Ecole des Beaux-Arts am 13. November 1863 der Kunstverwaltung und damit de Nieuwerkerke unterstellt wurde.

### Nicht ausstellen oder ausstellen?
Den Künstlern wurde freigestellt, entweder ihre Bilder bis zum 7. Mai 1863 zurückzuziehen, oder es hinzunehmen, dass sie ausgestellt würden. Für die abgelehnten Künstler war diese Entscheidung nicht leicht zu fällen. Wer seine Bilder ausstellte, lief Gefahr, den Zorn der Jury auf sich zu ziehen und damit langfristig seine künstlerische Karriere zu gefährden. Wenn ein Künstler seine Gemälde dagegen zurückzog, setzte er sich dem Verdacht aus, kein Vertrauen in seine eigenen Fähigkeiten zu haben. Gustave Courbet beispielsweise begrüßte die Möglichkeit, seine von der Jury abgelehnten Gemälde einer breiten Öffentlichkeit zu zeigen. Édouard Manet dagegen war der Überzeugung, dass einzig der offizielle Pariser Salon der richtige Ort war, um Anerkennung als Künstler zu finden.
Bei vielen abgelehnten Künstlern spielte eine Rolle, dass man über die Qualität der abgelehnten Bilder, an deren Seite das jeweils eigene ausgestellt wurde, nichts Genaueres wusste. Der Salon de Paris von 1848, zu dem Künstler sehr großzügig zugelassen worden waren, war vielen noch wegen seiner unbefriedigenden Niveaus in Erinnerung.

### Die Kunst der Bildaufhängung
Neben den Intrigen, die sich bei der Gemäldeauswahl innerhalb der Jury des Pariser Salons abspielten, stand der Pariser Salon auch in dem Ruf, dass bei der Gemäldeaufhängung Beziehungen und gegebenenfalls sogar Bestechungsgelder eine Rolle spielten. Bilder konnten an den mit Gemälden dicht behängten Wänden so platziert werden, dass sie mit großer Wahrscheinlichkeit von den Besuchern beachtet wurden. Maler ohne Einfluss fanden ihre Bilder dagegen häufig in einer schlecht zugänglichen Ecke wieder oder so weit oben an den Wänden platziert, dass sie von den Besuchern übersehen wurden. – Die Jury des Pariser Salons besorgte nun aber auch die Aufhängung der Gemälde im Salon des Refusés. Dies wurde sogar von den Kritikern kritisch gesehen, die der akademischen Kunstauffassung nahestanden:

„Es ist gefährlich, der Jury oder einigen ihrer Mitglieder Einfluß auf das Aufhängen von Bildern zuzugestehen, die von dieser Jury abgelehnt worden waren. Ihr vordringliches Anliegen ist natürlich, sich vor der Öffentlichkeit zu rechtfertigen, und zu diesem Zweck haben sie diesmal, entgegen der gewohnten Übung, die schlechtesten Bilder mit großer Sorgfalt an die besten Plätze gehängt.“

schrieb der englische Kunstkritiker Hamerton in einer Londoner Zeitschrift.
So erhielt das Gemälde Mädchen in Weiß von James McNeill Whistler, das von der Jury als besonders schlecht beurteilt worden war, einen Platz nahe beim Eingang zum Salon, so dass jeder Besucher dieses für die damalige Zeit ungewöhnliche Gemälde beim Betreten der Ausstellung sehen musste.

### Die Reaktion des Publikums
Von den heute als bedeutende Maler des 19. Jahrhunderts eingeordneten Künstlern waren auf der ersten Ausstellung neben Manet, Courbet und Whistler auch Johan Barthold Jongkind, Camille Pissarro, Paul Cézanne, Armand Guillaumin, Felix Bracquemond sowie die Maler Henri Fantin-Latour, Armand Gautier, Henri Harpignies und Alphonse Legros vertreten. Von den letzten vier Malern waren Gemälde auch für die offizielle Ausstellung angenommen worden. Henri Harpignies, der drei Bilder im Salon des Refusés ausstellte, erhielt dennoch im Salon von 1863 die „Mention honorable“ zugesprochen. Gleiches gilt für den Landschaftsmaler Charles Jacque, dem eine Medaille 3. Klasse, und den Landschaftsmaler Charles-François Daubigny, dem wie Harpignies eine „Mention honorable“ zugesprochen wurde. Der Katalog des Salons der Refüsierten führt jedoch nicht alle diese Maler auf. Er war unvollständig geblieben, da er ohne die Hilfe der Verwaltung zusammengestellt werden musste und die Zeit für eine Komplettierung nicht ausreichte.
Während der offizielle Salon bereits am 1. Mai eröffnet worden war, begann die Ausstellung der Refüsierten am 15. Mai. Von Beginn an zog diese Ausstellung eine große Menge von Besuchern an. An Sonntagen zählte man bis zu viertausend Besucher. Damit erwies sich diese Ausstellung als größerer Anziehungspunkt als der offizielle Salon. Die Presse widmete den im Salon des Refusés ausgestellten Künstlern mehr und längere Artikel, so dass in der Presse der Witz grassierte, die Künstler des Pariser Salons hofften im nächsten Jahr gleichfalls abgelehnt zu werden, um so größere Aufmerksamkeit zu erregen. Die überwiegende Anzahl der Artikel waren jedoch ablehnend gegenüber der hier ausgestellten Kunst und auch die Reaktion des Publikums war ablehnend. Man erheiterte sich über die abgelehnten Bilder.

### Mädchen in WeißundFrühstück im Grünen– die Skandale des Salons
Die Strategie der Jury, Whistlers Mädchen in Weiß so aufzuhängen, dass es keinem Besucher entgehen konnte, zeigte den gewünschten Erfolg. Émile Zola berichtet davon, dass dieses Bild besonders häufig von den Besuchern verspottet wurde. Das Bild, das heute aufgrund seiner Harmonie von unterschiedlichen Weißtönen als ein Meisterwerk betrachtet wird, erregte wegen seiner unkonventionellen Mal- und Darstellungsweise beim Publikum und bei den Kritikern besonders heftige Ablehnung. Whistler hatte auf dem Bild seine Geliebte Jo gemalt; die Darstellung wurde von einem amerikanischen Kritiker beschrieben als

„… ein kräftiges, rothaariges Weib mit leerem Blick aus seelenlosen Augen, die aus einem unerklärlichen Grund auf einem Wolfsfell steht.“

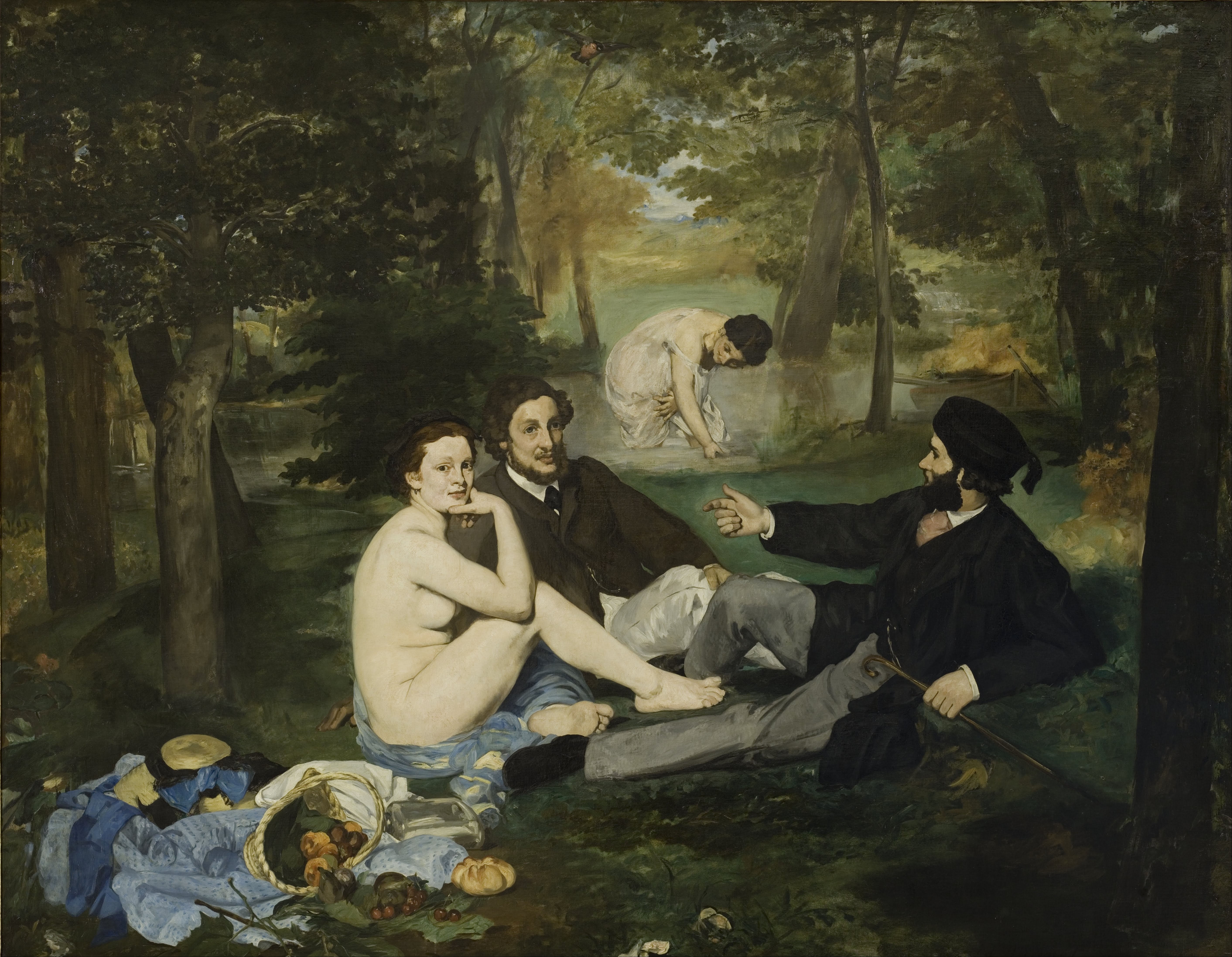
Manet, Das Frühstück im Grünen, 1863, Musée d’Orsay, Paris

Auf ähnliche Ablehnung stieß Manets Frühstück im Grünen, das im Katalog als Les Bains bezeichnet war. Nachdem über die Presse bekannt geworden war, dass der Kaiser Napoléon III. daran besonderen Anstoß genommen hatte, war diesem Bild die Aufmerksamkeit sämtlicher Besucher sicher. Die Darstellung zweier unbekleideter Frauen in Begleitung zweier bekleideter Männer war ungewöhnlich, aber in der Kunstgeschichte nicht unbekannt. Manet hatte sich für dieses Gemälde durch einen Bildausschnitt aus Marcantonio Raimondis Urteil des Paris inspirieren lassen. Die Ablehnung, die das Bild durch die Kritiker erfuhr, war daher sowohl auf die Dargestellten als auf die Malweise zurückzuführen.

„Das ‚Bad‘ ist von sehr gewagtem Geschmack: eine nackte Frau sitzt ruhend auf dem Rasen, in Gesellschaft von zwei bekleideten Männern; weiter zurück eine Badende in einem kleinen Teich, und ein hügeliger Hintergrund. Über der Szene wölbt sich das Laubdach großer Bäume. Die nackte Frau ist leider nicht von schöner Gestalt, und man könnte sich nichts Häßlicheres vorstellen, als den Herrn, der sich neben ihr ausgestreckt hat und nicht einmal auf die Idee gekommen ist, unter freiem Himmel seinen scheußlich weichen Hut abzunehmen. Just dieser Gegensatz zwischen einem Tölpel, der so gar nicht zu dem Charakter einer ländlichen Szene paßt, und der hüllenlosen Badenden ist so verletzend. Ich habe keine Ahnung, was einen intelligenten und vornehmen Künstler veranlassen konnte, eine so ungereimte Komposition zu wählen ...,“

schrieb der Kulturkritiker Théophile Bürger-Thoré in einem Bericht über den Salon des Refusés. Abweichend von dem konventionellen Stil ist der Hintergrund nur skizzenhaft angedeutet; Konturen sind nur mit flüchtigen Pinselstrichen wiedergegeben, Gestalt erlangen die Formen durch den Gegensatz der Farben.

## Einzelbelege
1. ↑  Feuilleton. Die Impressionisten. In: Prager Tagblatt, 5. Februar 1909, S. 1 (online bei ANNO).
2. ↑  Manet. In: Meyers Großes Konversations-Lexikon. 6. Auflage. Band 13: Lyrik–Mitterwurzer. Bibliographisches Institut, Leipzig / Wien 1908, S. 217 (Digitalisat. zeno.org).
3. ↑  Andrée Sfeir-Semler: Die Maler am Pariser Salon 1791–1880. S. 19.
4. 1 2  Andrée Sfeir-Semler: Die Maler am Pariser Salon 1791–1880. S. 27.
5. ↑  Andrée Sfeir-Semler: Die Maler am Pariser Salon 1791–1880. S. 14.
6. ↑  Andrée Sfeir-Semler: Die Maler am Pariser Salon 1791–1880. S. 28.
7. ↑  Andrée Sfeir-Semler: Die Maler am Pariser Salon 1791–1880. S. 30.
8. ↑  Andrée Sfeir-Semler: Die Maler am Pariser Salon 1791–1880. S. 129–132.
9. ↑  Andrée Sfeir-Semler: Die Maler am Pariser Salon 1791–1880. S. 132 und S. 133.
10. ↑  Andrée Sfeir-Semler: Die Maler am Pariser Salon 1791–1880. S. 133.
11. ↑  Andrée Sfeir-Semler: Die Maler am Pariser Salon 1791–1880. S. 134.
12. 1 2 3  Andrée Sfeir-Semler: Die Maler am Pariser Salon 1791–1880. S. 136.
13. ↑  Juliet Wilson Bareu: The Salon des Refusés of 1863. A new view. In: The Burlington Magazine, Band 149 (2007), Nr. 1250, S. 309–319, ISSN 0007-6287
14. ↑  Andrée Sfeir-Semler: Die Maler am Pariser Salon 1791–1880. S. 139.
15. ↑  Sue Roe: Das private Leben der Impressionisten. Parthas Verlag, Berlin 2007, ISBN 978-3-86601-664-4.
16. ↑  Andrée Sfeir-Semler: Die Maler am Pariser Salon 1791–1880. S. 135.
17. ↑  zit. n. Rewald, S. 58.
18. ↑  zit. n. Rewald, S. 62.
19. ↑  zit. n. Jedlicka, S. 51.